# Dambach-la-Ville
Dambach-la-Ville (deutsch Dambach) ist eine französische Gemeinde im Département Bas-Rhin in der Europäischen Gebietskörperschaft Elsass und in der Region Grand Est. Sie liegt im Arrondissement Sélestat-Erstein, etwa zehn Kilometer nördlich von Sélestat. Dambach-la-Ville liegt an der Elsässer Weinstraße und bezeichnet sich heute selbst als „mittelalterlichen Weinort“. Die Einzellage Frankstein gehört zu den Lagen der Appellation Alsace Grand Cru.

## Geschichte
Im 11. Jahrhundert wurde Dambach zur Stadt erhoben, im 14. Jahrhundert zum befestigten Bischofssitz ausgebaut.
Von 1871 bis zum Ende des Ersten Weltkrieges gehörte Dambach als Teil des Reichslandes Elsaß-Lothringen zum Deutschen Reich und war dem Kreis Schlettstadt im Bezirk Unterelsaß zugeordnet.

### Die jüdische Gemeinde und die Synagoge
In Dambach gab es ab dem 17. Jahrhundert eine bedeutende jüdische Gemeinde, sie wuchs von 6 Familien im Jahr 1613 über 18 Familien 1716 auf 30 Familien mit 129 Personen während  der Volkszählung 1784. 1843 erreichte sie mit 381 Personen einen Höhepunkt und ging dann langsam zurück. Vor und während der deutschen Besatzung von 1940 bis 1944 flohen viele Juden, der Rest wurde deportiert und ermordet. Nach dem Krieg war die Gemeinde erloschen.
Eine neue Synagoge wurde von 1865 bis 1867 erbaut. 1940 wurde sie geschändet und geplündert. Nach dem Krieg stand sie lange leer, zu Beginn der 2010er Jahre beschloss die Gemeinde Dambach, die Synagoge zu einem kulturellen Zentrum umzubauen, sie wurde profaniert. Bei den Bauarbeiten entdeckte man im Speicher eine Geniza, ein Aufbewahrungsort für alte Schriften mit religiösem Inhalt. Im Judentum dürfen Papiere oder Schriften mit heiligem Inhalt, z. B. aus der Tora, nicht weggeworfen oder verbrannt werden. Sie müssen aufbewahrt oder „beerdigt“ werden. Man fand Schriften, die bis auf das Jahr 1531 zurückgingen.  Der größte Schatz waren aber 249 Torawimpel (Mappa). Dies sind die Windeln, die jüdische Knaben während ihrer Beschneidung getragen haben. Später wurden sie von den Müttern mit Stickereien verziert. Sie enthalten Namen, Datum und gute Wünsche für das Leben des Kindes sowie florale Schmuckelemente. Nach einigen Jahren werden die Torawimpel der Synagoge übergeben und symbolisieren die Zugehörigkeit des Kindes zur Gemeinde und zu Gott. Sie werden benutzt, um die heiligen Torarollen zu schützen, daher der deutsche Name. Die gefundenen Torawimpel wurden wissenschaftlich erfasst und werden heute in Musée Alsacien in Straßburg und im Musée d’art et d’histoire du Judaïsme in Paris ausgestellt.
Bevölkerungsentwicklung
| 1910 | 1962 | 1968 | 1975 | 1982 | 1990 | 1999 | 2006 | 2013 |
| ---- | ---- | ---- | ---- | ---- | ---- | ---- | ---- | ---- |
| 2355 | 2035 | 2051 | 2039 | 1907 | 1800 | 1973 | 1930 | 2016 |

## Sehenswürdigkeiten
- Kapelle Saint-Sébastien mit Beinhaus
- Kapelle Notre-Dame
- Feldkapelle St-Jean-Baptiste
- Burgruine Bernstein
- Rathaus
- Ortskern mit Fachwerkhäusern und Renaissance-Bauten
- Stadttore Blienschwiller, Dieffenthal und Ebersheim

## Verkehr
Dambach-la-Ville liegt an der Bahnstrecke Sélestat–Saverne und ist mit TER-Zügen an Strasbourg und Sélestat angebunden.

## Persönlichkeiten
- Théophile Bader (1864–1942), Mitbegründer des Kaufhauses Galeries Lafayette
- Léon Kann (1859–1925), Bildhauer
- Jean-Évangéliste Zaepffel (1735–1808), 1. Bischof von Lüttich nach der Französischen Revolution

## Partnerstädte
- Wemding (Deutschland), seit 1988, 2009 beendet.[6]

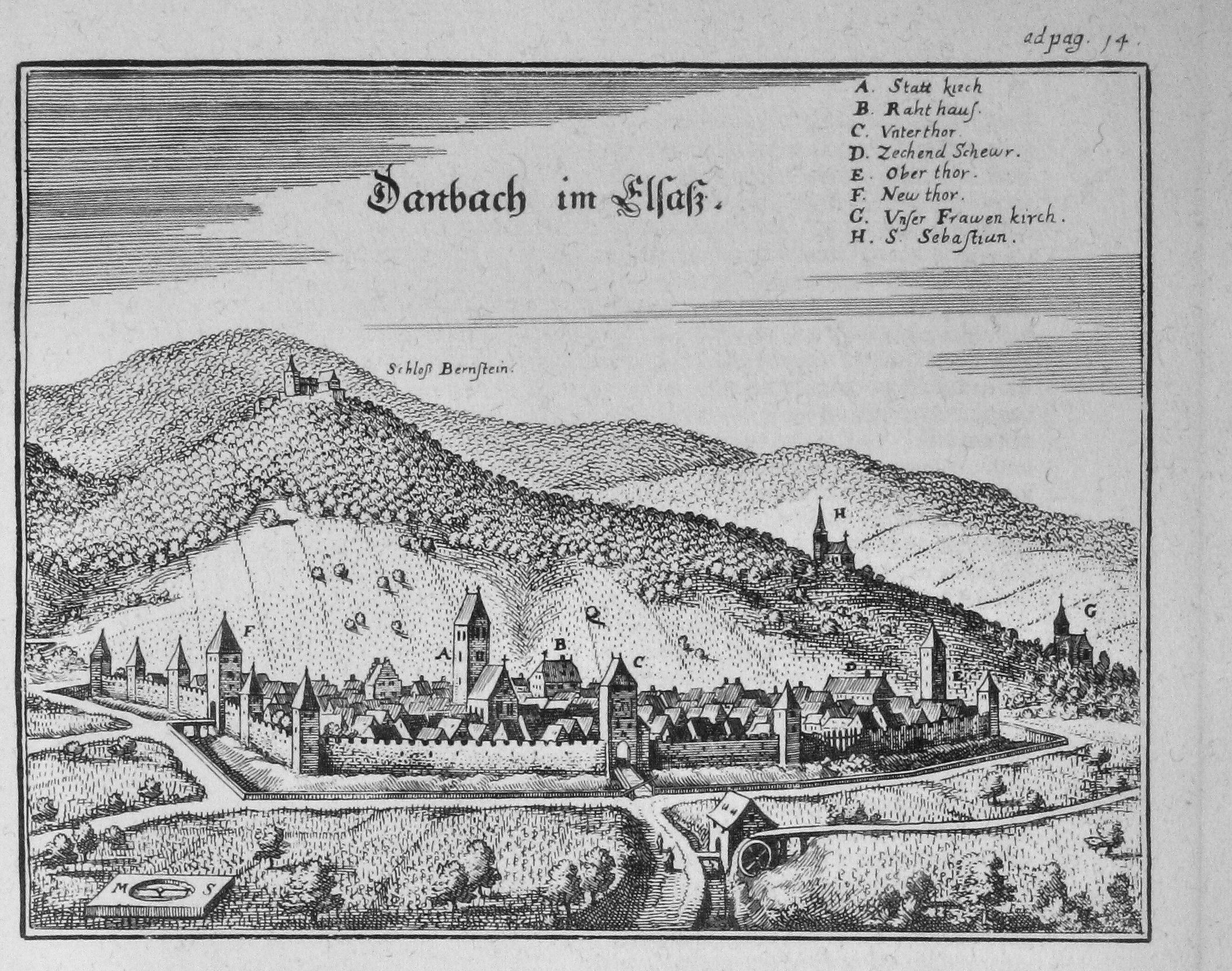
Ansicht von Dambach; Stich von Matthäus Merian, ca. 1644
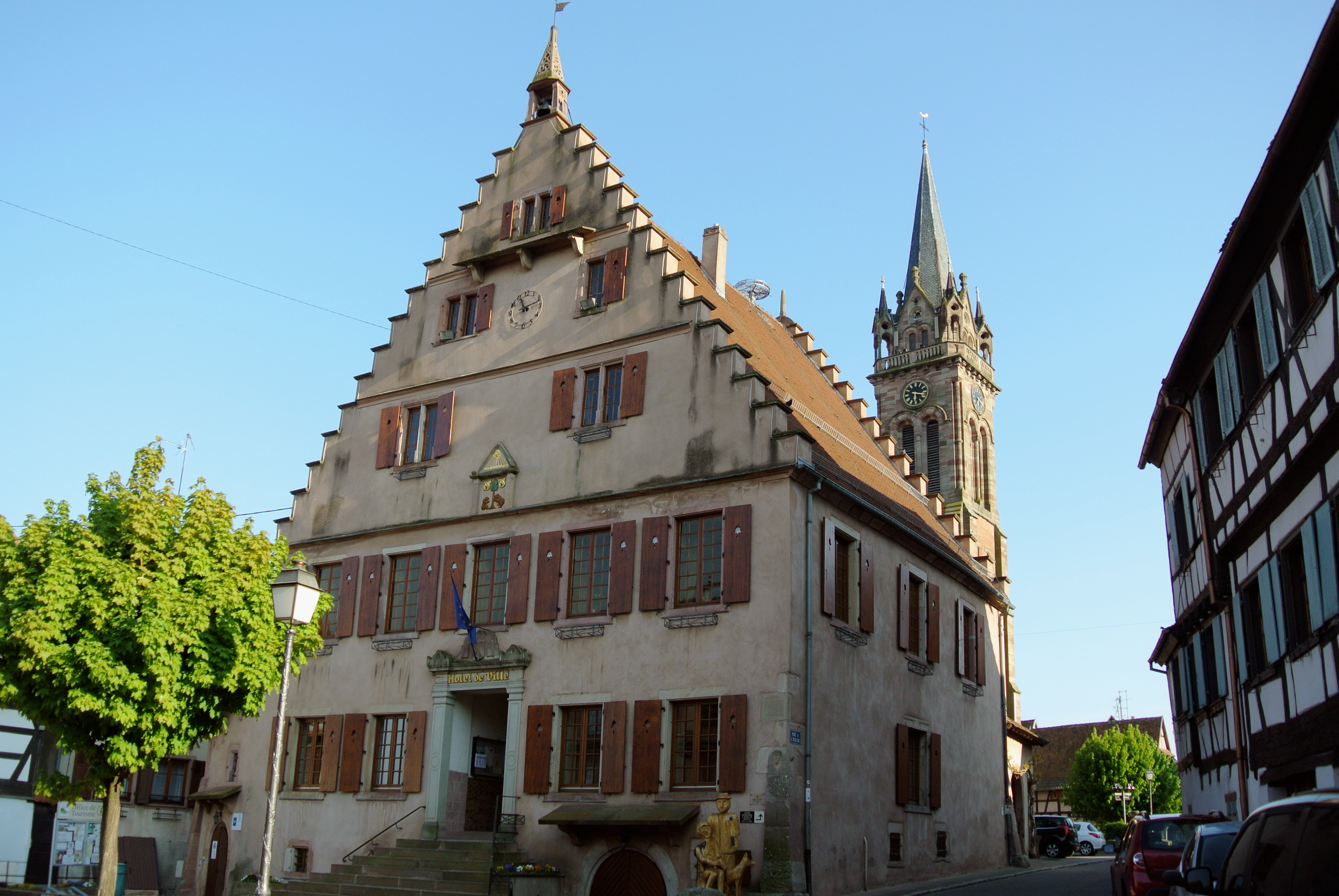
Das Rathaus
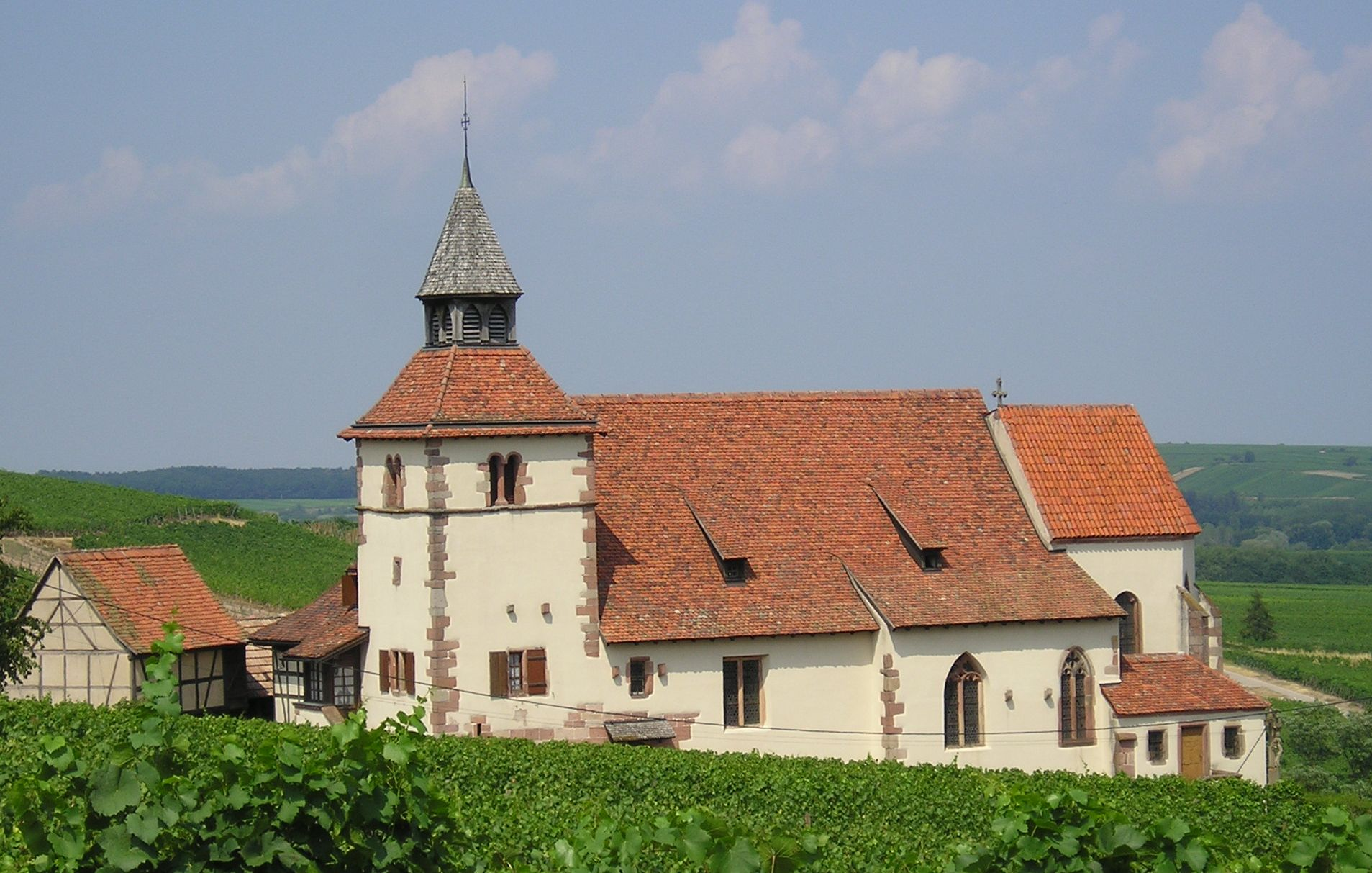
Sebastianskapelle
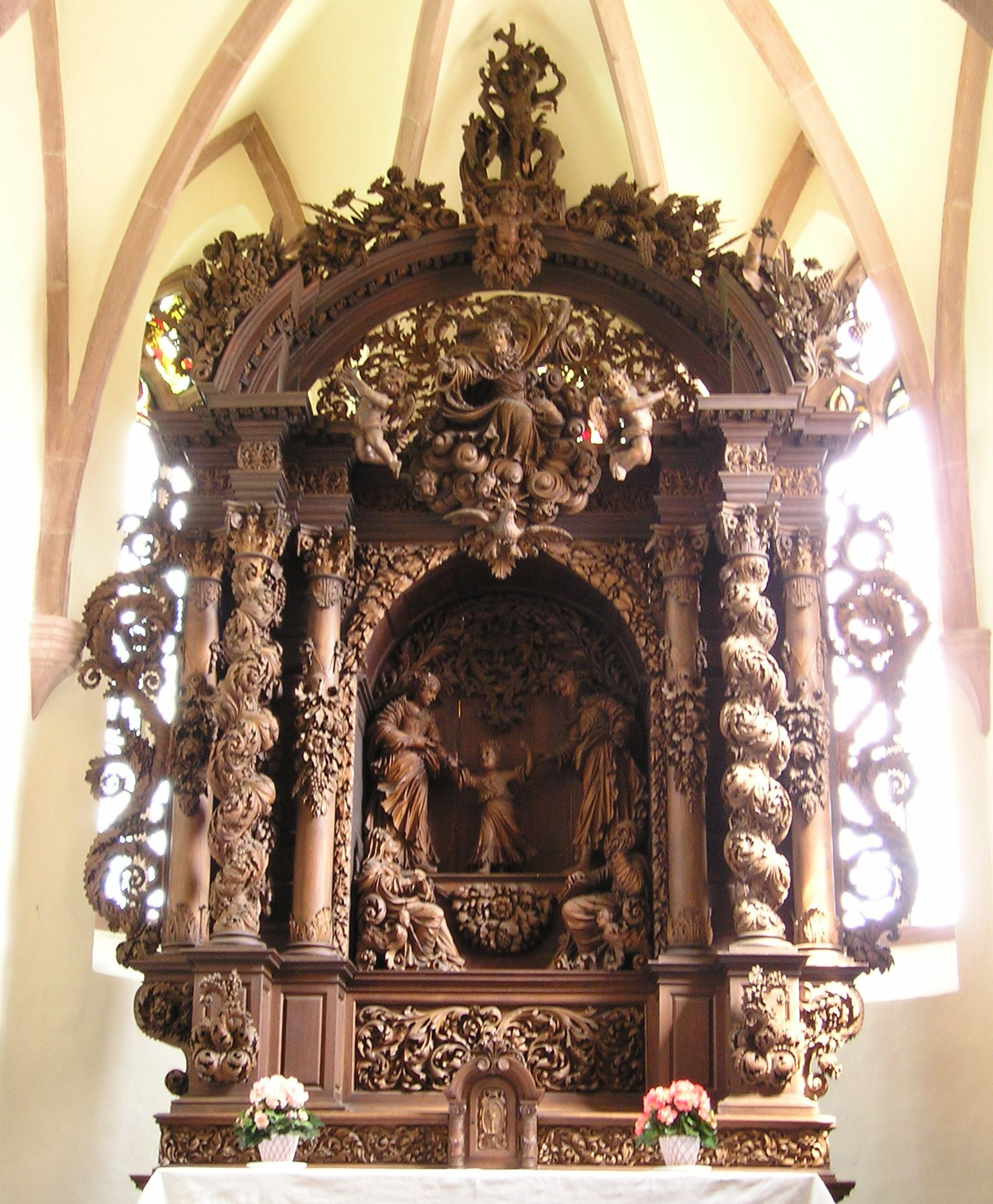
Barockaltar in der Sebastianskapelle